# Рыбник (пирог)
Там у меня сложено всё: и перемена белья, и кусок рыбника из сёмги, поднесённой мне поморами, и пять просфор из Голгофского скита, и бутылка коньяку, и пустые патроны, удочки, блесны…
Ры́бник — традиционный в русской кухне пирог из кислого теста с рыбой, получивший особое распространение на Русском Севере и в Сибири. В. В. Похлёбкин относил пироги-рыбники к карельской кухне и прослеживал их аналогию с финским и эстонским рыбным пирогом калакукко.
Рыбники пекли как закрытыми, так и открытыми, они имели треугольную форму, а их отличительной особенностью является начинка из целой — разделанной, но не разрезанной мелкой рыбы или больших кусков крупной. Рыбники с язем, лещом и налимом считались повседневным блюдом, пироги с мелкой рыбой назывались меевниками, малявниками и молеватиками. Открытые рыбники в Онежском районе назывались жаренцами. Праздничные рыбники получали специальные названия по виду рыбы в них (вьюнник, язковник) и выполняли также разнообразные ритуальные функции на свадьбах и крупных праздниках годового цикла. Рыбник был обязательным атрибутом поминального стола, в чём прослеживается связь с христианской символикой рыбы. Рыбники на Севере брали с собой в дорогу.
Приготовление рыбника начиналось с выкладки целой рыбы на нижний слой дрожжевого теста на ржаной или пшеничной муке, затем рыбу сверху выкладывали репчатым луком и картофелем тонкими ломтиками, закрывали верхним слоем теста, загибая «корка на корочку», и запекали. Готовность рыбника определяли лёгким встряхиванием: если рыба отделяется от теста, значит, рыбник готов. Закрытый рыбник ели особым способом: срезали крышку, вынимали рыбу и ели её, заедая корочками. По данным В. И. Даля, в рыбник «с цельною, непластаною рыбой» добавляли также капусту. В современных рецептах рыбник готовят из рыбного филе с добавлением картофельного пюре и обжаренного лука.